# Schmelzintervall
Als Schmelzintervall, Schmelzbereich oder auch Erstarrungsintervall bezeichnet man das Temperaturintervall zwischen Solidus- und Liquidustemperatur eines Stoffes.

## Materialwissenschaft
Zwischen Solidus- und Liquidustemperatur ist in der Werkstoffkunde das Gemenge bei Legierungen breiig, es existieren feste und flüssige Phasen nebeneinander.
Im Gegensatz dazu schmelzen bzw. erstarren reine Metalle und eutektische Legierungen bei gleichbleibender Temperatur, dem sogenannten Schmelzpunkt.
Um Anfangs- und Endpunkt eines Schmelzintervalls für beliebige Legierungen zu ermitteln, werden diese einer thermischen Analyse unterzogen und die Ergebnisse anschließend in ein Phasendiagramm übertragen.
| Material                      | Θ[°C]   |
| ----------------------------- | ------- |
| Niederdruckpolyethylen (LDPE) | 105–120 |
| Hochdruckpolyethylen (HDPE)   | 125–135 |
| isotaktisches Polypropylen    | 176     |
| Polymethylmethacrylat (PMMA)  | 120–160 |
| Polyoxymethylen               | 165–185 |
| taktisches Polystyrol         | 235–250 |
| Polytetrafluorethylen (PTFE)  |         |
| Polyamid 6                    | 215–225 |
| Polyamid 11                   | 180–190 |
| Polyamid 66                   | 250–260 |
| Polyamid 610                  | 210–220 |
| Polyethylenterephthalat (PET) | 250–260 |

## Kunststoffe
Einen relativ scharfen Schmelzpunkt weisen nur einige kristalline Polymere auf. Da jedoch auch kristalline Kunststoffe immer noch amorphe Bereiche enthalten, zieht sich das Schmelzen beim Erwärmen über einen gewissen Temperaturbereich hin, das Schmelzintervall. Die Bestimmung des Schmelzintervalls kann mit einem Heiztisch-Mikroskop oder in einem Schmelzpunktsröhrchen (mit Hilfe der Apparatur nach C. F. Linström (oft fälschlich auch Lindström geschrieben); hierbei wird die Probe in einem Kupferblock erwärmt und das Verhalten der Probe im Schmelzpunktsröhrchen durch eine eingebaute Lupe betrachtet) erfolgen.

## Organische Chemie
Die meisten organisch-chemischen Verbindungen weisen einen bestimmten Schmelzpunkt oder einen engen Schmelzbereich auf, meist unterhalb von 300 °C und sind ein Reinheitskriterium für diese Substanzen. Oberhalb von 300 °C zersetzen sich die meisten organisch-chemischen Verbindungen, d. h. thermolytisch entstehen Zersetzungsprodukte (neue, andere Stoffe).
Salzartige Verbindungen (Beispiel: Aminosäuren) besitzen höhere Schmelztemperaturen, die aber oft wenig charakteristisch sind.